# Лукатела, Хрвойе
Хрвойе Лукатела — хорватский инженер. Известен тем, что методом компьютерного моделирования в 1992 году вычислил Точку Немо, океанский полюс недоступности.

## Биография
Лукатела родился в Хорватии (Югославия). После школы поступил в Загребский университет на факультет геодезии, который окончил в 1971 году, получив диплом  инженера-геодезиста. 
Начал работать в IBM в Загребе, где он предоставлял общие услуги по системному проектированию для клиентов компании, главным образом в области научного и системного программирования.
В 1973 году Хрвое уехал в Канаду, где работал в нескольких инжиниринговых компаниях в области инженерных изысканий, управления проектами и технических вычислительных проектов. Один из его проектов привел к разработке библиотеки автоматической координации для программы регулировки горизонтального геодезического контроля для Министерства природных ресурсов Онтарио. Другом его интересным проектом была программа полевой астрономии для ориентационной связи с Меккой для макета кампуса Университета короля Абдель Азиза.
С 1980 года живет в Калгари. Там Хрвое принял участие в проекте строительства трубопровода на Аляске, где отвечал за управление компьютерными системами проектирования и управления проектами. Здесь он задумал и впервые применил новый метод геопривязки и обработки больших объемов данных, связанных с местоположением.
В 1985 году Хрвое самостоятельно начал консультировать Shell и другие компании по вопросам, связанным с геометрикой и проектированием больших пространственных баз данных. 
В 1991 году Лукатела вместе с Джоном Расселом создают компанию Geodyssey Limited .
Хрвое является членом Ассоциации профессиональных инженеров Онтарио и Канадской картографической ассоциации. Он опубликовал множество статей на тему вычислительной геодезии и пространственных баз данных.

## Точка Немо
В 1992 году Хрвойе Лукатела методом компьютерного моделирования вычислил Точку Немо, океанский полюс недоступности. Им же было предложено название этой условной точки, отсылающее к имени решившего отдалиться от человечества капитана Немо, героя романов Жюля Верна. Данная точка находится в южной части Тихого океана, координаты 48°52′ ю. ш. 123°23′ з. д..
Ближайшими к Точке Немо точками суши являются необитаемые атолл Дюси и остров Моту-Нуи, оба находятся на расстоянии 2688 км от Точки Немо. Ближайшее населённое место — остров Пасхи, к северо-востоку от Моту-Нуи. 
Точка Немо входит в список земных полюсов недоступности как Океанский полюс недоступности.
Интересным фактом является то, что над Точкой Немо может проходить орбита Международной космической станции, поскольку её наклонение больше широты Точки Немо. Таким образом время от времени космическая станция становится ближайшим к Точке Немо обитаемым местом на расстоянии 400 км, но в космосе.